# André Lavaquial
André Lavaquial é um cineasta brasileiro. Seu currículo conta com indicações para o 61° Festival de Cannes e para o 30° Festival de Clermont-Ferrand. O filme que dirigiu, "O Som e o Resto", recebeu o prêmio de Escolha do Público no 19° Festival Internacional de Curtas-Metragens de São Paulo.
Lançou o longa-metragem, "Lacuna", na 36ª Mostra Internacional de Cinema de São Paulo em 2012.

## Filmografia como diretor
- Da Reza ao Raso (2006)
- Interventores (2006)
- O Som e o Resto (2007)
- A Sombra Irregular dos Muros (2009)
- Raz (2010)
- Lacuna (2012)